# Kanton Trendelburg
Der Kanton Trendelburg war von 1807 bis 1813 eine Verwaltungseinheit im Distrikt Höxter des Departements der Fulda im napoleonischen Königreich Westphalen. Hauptort des Kantons war die Stadt Trendelburg im heutigen Landkreis Kassel. Der Kanton umfasste sieben Gemeinden und hatte im Jahre 1810 4415 Einwohner sowie eine Fläche von 0,97 Quadratmeilen.
Zum Kanton gehörten die Gemeinden
- Deisel
- Eberschütz
- Helmarshausen (Stadt)
- Lamerden
- Langenthal und
- Sielen
- Trendelburg (Stadt).

Alle Gemeinden hatten bis 1807 zur Landgrafschaft Hessen-Kassel gehört und fielen 1813/14 an deren Nachfolger, das Kurfürstentum Hessen, zurück.